# Original Indiana Five
Die Original Indiana Five war eine amerikanische Jazzband der 1920er-Jahre.
Die Original Indiana Five, die zwischen 1923 und 1929 bestand und zunächst von Pennsylvania aus agierte, war eine Hot-Jazz-Band. Sie orientierte sich stilistisch an den Original Memphis Five und den New Orleans Rhythm Kings. Wie auch bei der Memphis Five und den California Ramblers gab es bei der Indiana Five keinerlei Bezug zum gleichnamigen Bundesstaat. Zu ihren Mitgliedern gehörten der Schlagzeuger Tom Morton (der auch als Bandleader und Bandvokalist fungierte), der Trompeter Johnny Sylvester, der Posaunist Pete Pellezzi, der Holzbläser Nick Vitalo, der Banjospieler Tony Colucci und der Pianist Harry Ford. Die Formation trat u. a. im Rosemont in Brooklyn und in den New Yorker Tanzsälen Blue Bird und Cinderella auf, ist aber vor allem als Studioband bekannt.
Die erste Aufnahmesession fand in Long Island für Olympic als Original Indiana Syncopators statt; die Band nahm in den folgenden Jahren für die Label Olympic, Perfect, Banner, Pathé, Gennett, Cameo, Emerson und Harmony (sowie für die Columbia-Budget-Label Diva und Velvet-Tone) in New York City insgesamt 26 Titel auf, darunter Nummern wie „Everybody's Doin' the Charleston Now“, „So Is Your Old Lady“, „I'd Leave Ten Men Like Yours to Love One Man Like Mine“ und „Stockholm Stomp“. Teilweise verwendeten die Label alternative Bandbezeichnungen wie Black Diamonds Serenaders („Sally’s Not the Same Old Sally“, Perfect 4684), Majestic Dance Orchestra („Two-Time Dan“, Puretone/Triangle 11284) oder es kam zu Zweitverwertung von Songs auf verschiedenen Labels, wie bei „King Porter Stomp“ (Perfect 14392 als Hollywood Dance Orchestra), „So Is Your Old Lady“ (Regal G8714 als Corona Dance Orchestra), „Heebie Jeebies“ (Dandy 5248 als Original Tampa Five), oder „Sweet Georgia Brown“ (Champion 15015 als The Birmingham Five). 1928 brachte die Musikindustrie den Song  „Where Will I Be“ gleich in drei identischen Versionen auf den Markt, als Dixie Jazz Band (Challenge 591), als Lou Connor and his Collegians (Orioles 1171, gekoppelt mit „Moten Stomp“) und  als Five Original Syncopators (Domino 21462). Auf drei Titeln von 1929 (die als Tom Morton's Orchestra veröffentlicht wurden), „Birmingham Bertha“, „Broadway Baby Dolls“ und „Anything to Hold My Baby“ wirkte unter dem Pseudonym George Kay der Sänger Irving Kaufman mit. Im selben Jahr begleitete die Original India Five die Sängerin Grace Johnston bei der Milton-Ager-Komposition „Glad Rag Doll“, Titelstück des gleichnamigen Musikfilms von Michael Curtiz. 1929 traten sie außerdem im Vitaphone-Kurzfilm Clarinet Marmalade auf.
Im Vordergrund der Musik der Indiana Five stand weniger die solistischen Leistungen als das Ensemblespiel. Nach Ansicht von Scott Yanow war die Musik der Band zwar „nicht innovativ, aber gut gespielt und passte in den Mainstream der Jazz- und Tanzmusik der Zeit“. Nach 1949 kam es im Zuge des Dixieland-Revivals zu kurzen Wiedervereinigungen durch ehemalige Mitglieder der Band.

## Diskographische Hinweise
- The Original Indiana Five, Vol. 1 (Jazz Oracle)
- Everybody Stomp: The Harmony Recordings 1925-1929